# Tajemnice prawdy
Tajemnice Prawdy – cykl 10 filmów grozy znanych w Stanach Zjednoczonych pod nazwą Power Thirillers emitowanych od 30 marca 2006 przez telewizyjną Jedynkę.
10 filmów trzymających w napięciu, z zaskakującymi puentami łączy to, że głównymi bahaterkami wszystkich są kobiety. Seria wyprodukowana przez Cypress Point Productions i Power emitowana była w amerykańskim kanale Lifetime i odniosła w USA bardzo duży sukces.

## Filmy z serii
- Sekrety prawdy (Forbidden Secrets) – USA, 2005 reż. Richard Roy, obsada: Kristy Swanson, David Keeley, Christopher Bondy, Charles Powell, Marianne Farley, Danette Mackay, Jude Beny.
- Zbrodnicza namiętność (Crimes of Passion) – USA, 2005 reż. Richard Roy, obsada: Dina Meyer, Jonathan Higgins, Amy Sloan, John Brennan, Cas Anvar, Harry Standjofski, Vlasta Vrana, Jane Wheeler.
- Zabójcza pułapka (Deadly Isolation) – USA, 2005 reż. Rodney Gibbons, obsada: Sherilyn Fenn, Charles Powell, Nicholas Lea, Andreas Apergis, Sara Bradeen, Marcel Jeannin, Brett Watson.
- Mieszkając z wrogiem (Living with the Enemy) – USA, 2005 reż. Philippe Gagnon, obsada: Mark Humphrey, Maxim Roy, Sarah Lancaste, David McIlwraith, Andrew Johnston, Angela Galuppo.
- Oszustwa i kłamstwa (Lies and Deception) – USA, 2005 reż. Louis Belanger, obsada: Madchen Amick, Andrew Walker, Joseph Kell, Ton Calabretta, Ellen Dubin, Linda C. Smith, Martin Thibaudeau.
- Podwójna gra (False Pretenses) – USA, 2005 reż. Jason Hreno, obsada: Peta Wilson, Stewart Nick, Melanie Nicholls-King, Conrad Pla.
- Randka z mordercą (Ladies Night) – USA, 2005 reż. Norma Bailey, obsada: Colin Ferguson, Claudette Mink, Paul Michael Glaser.